# Nangklao
Rama III, född 1787, död 1851, var en thailändsk monark. Han var regerande kung av Thailand mellan 1824 och 1851. 